# Port of Miami 2
Port of Miami 2 — десятый студийный альбом американского рэпера Рика Росса. Он был выпущен 9 августа 2019 года лейблами Maybach Music Group, Epic Records и Sony Music Entertainment. Port of Miami 2 является сиквелом дебютного альбома Росса Port of Miami, выпущенного в 2006 году.
16 июля 2019 года была объявлена дата выхода альбома. Треклист альбома был опубликован Россом 1 августа 2019 года. На обложке, которая представляет собой отсылку к обложке Port of Miami, изображен Росс, держащий кулон с фотографией Блэка Бо, своего друга и менеджера, который умер в декабре 2017 года.

## Продвижение
Ведущий сингл с альбома, «Act a Fool» при участии Wale, был выпущен 21 июня 2019 года, песня достигла максимальной отметки 45 в чарте Hot R&B/Hip-Hop Songs.
Второй сингл, «Big Tyme» при участии Swizz Beatz, был выпущен 2 июля 2019 года, музыкальное видео на песню вышло 30 июля.
Третий по счету сингл, «Gold Roses», записанный совместно с Drake, был выпущен 26 июля 2019 года, песня заняла 39-ю позицию в Billboard Hot 100.
Песня «Turnpike Ike» была выпущена в качестве промо-сингла 6 августа 2019 года.

## Оценка критиков
| Совокупная оценка | Совокупная оценка |
| Источник          | Оценка            |
| ----------------- | ----------------- |
| Metacritic        | 67/100            |
| Оценки критиков   |                   |
| Источник          | Оценка            |
| AllMusic          | [ 11 ]            |
| Clash             | [ 12 ]            |
| HipHopDX          | [ 13 ]            |
| HotNewHipHop      | 79%               |
| NME               | [ 15 ]            |
| Pitchfork         | [ 16 ]            |
| Rolling Stone     | [ 17 ]            |

Port of Miami 2 в целом получил положительные отзывы. Согласно рейтингу Metacritic, который присваивает нормализованный рейтинг из 100 баллов рецензиям профессиональных изданий, альбом получил средний балл 67 на основе семи отзывов. Аарон Бишоп из Clash пишет, что Port of Miami 2 «демонстрирует Рензела со своим острым пером, самыми грандиозными битами и самыми впечатляющими гостевыми куплетами». За более чем десятилетие пребывания на вершине рэпа у лидера MMG были свои взлеты и падения. Но на своем десятом студийном альбоме он убедительно демонстрирует, почему ему удалось добиться такого длительного существования в этой переменчивой игре, которой является рэп. Такие треки, как «Turnpike Ike», свидетельствуют о том, что четырехкратный номинант на премию «Грэмми» показал себя с самой лучшей стороны, а его готовность затрагивать темы, выходящие за рамки его роскошного образа жизни, придает альбому глубину и серьезность, которые делают его достойным преемником оригинального альбома тринадцать лет спустя". Энди Келлман из AllMusic заявил, что «Частые упоминания о смерти делают Port of Miami 2 самой тяжелой записью артиста». Эван Рытлевски из Pitchfork сказал: «Слишком уж часто на Port of Miami 2 он попадает в поток наименьшего сопротивления и оставляет его в покое, прячась за своим продюсерским материалом вместо того, чтобы отстаивать свое господство над ним. И хотя его музыка остается роскошной, как всегда, одного этого блеска уже недостаточно, чтобы поразить».
В своей смешанной рецензии Кристофер Р. Вайнгартен из Rolling Stone заявил: «Большая часть его десятого альбома, Port of Miami 2, — это Росс, которого вы знаете и любите: непристойные высказывания, выбивающие стекла басы, крутизна скоростного катера, разнообразные версии успешного рэпа». Уилл Лавин из NME сказал: «Несмотря на то, что начало альбома оставляет желать лучшего, вам будет трудно найти настолько безупречный промежуток из пяти песен, какими являются заключительные треки 10-го студийного альбома Росса». Джесси Фэйрфакс из Spin написал, что «Port of Miami 2 еще прочнее закрепил за Россом статус представителя стареющей элиты — тех рэперов, чьи имена теперь продвигают их больше, чем их музыка. Осторожно играя с продолжением своего гораздо более амбициозного дебютного альбома, Росс повторяет то, за что люди его полюбили или, по крайней мере, приняли за эталон».

## Список композиций
Информация взята из Tidal.
| №                   | Название                                                                  | Автор(ы) | Продюсер(ы)                     | Длительность |
| ------------------- | ------------------------------------------------------------------------- | --- | ------------------------------- | ------------ |
| 1.                  | «Act a Fool» (при участии Wale)                                           | William Roberts II Olubowale Akintimehin Shamann Cooke | Beat Billionaire                | 4:46         |
| 2.                  | «Turnpike Ike»                                                            | Roberts II Jacob Dutton Samuel Saint-Jean Edward Levert Robert Dukes                                                                                         | Jake One                        | 4:20         |
| 3.                  | «Nobody's Favorite» (при участии Gunplay)                                 | Roberts II Richard Morales, Jr. David Bermudez | Trop                            | 4:05         |
| 4.                  | «Summer Reign» (при участии Summer Walker)                                | Roberts II Summer Walker Harmony Samuels Rhyon Brown Brian Alexander Morgan Jaco Pastorius                                                                   | H-Money JV                      | 3:46         |
| 5.                  | «White Lines» (при участии DeJ Loaf)                                      | Roberts II Deja Trimble Carlos Martin Michael Cerda Michael Hernández Carlos Suarez                                                                          | Rowan Cameone                   | 3:19         |
| 6.                  | «BIG TYME» (при участии Swizz Beatz)                                      | Roberts II Kasseem Dean Justin Smith Kenneth Lewis Brent Kolatalo                                                                                            | Just Blaze                      | 4:02         |
| 7.                  | «Bogus Charms» (при участии Meek Mill)                                    | Roberts II Robert Williams Sam Harvey Nicholas Warwar Tarik Azzouz Melanie Pereira Saint-Jean Jeffery Robinson                                               | Streetrunner Azzouz             | 4:01         |
| 8.                  | «Rich Nigga Lifestyle» (при участии Nipsey Hussle и Teyana Taylor)        | Roberts II Ermias Asghedom Carl McCormick Will Gittens Thomas Bennett Mic Lovay Robert Curington Rudy Love                                                   | Cardiak                         | 4:09         |
| 9.                  | «Born to Kill» (при участии Young Jeezy)                                  | Roberts II Jay Jenkins Bermudez | Trop                            | 4:40         |
| 10.                 | «Fascinated»                                                              | Roberts II Corey Burroughs Thomas Bennett Avery Branch Bill Withers                                                                                          | Dollarz Sam Sneak               | 5:25         |
| 11.                 | «I Still Pray» (при участии YFN Lucci и Ball Greezy)                      | Roberts II Rayshawn Bennett Kinta Cox Aldrin Davis Ernest Isley Marvin Isley Kelly O'Isley Ronald Isley Rudolph Isley Christopher Jasper                     | DJ Toomp                        | 4:56         |
| 12.                 | «Running the Streets» (при участии A Boogie wit da Hoodie и Denzel Curry) | Roberts II Artist Dubose Denzel Curry Chad Thomas Saint-Jean                                                                                                 | MajorNine                       | 3:44         |
| 13.                 | «Vegas Residency»                                                         | Roberts II Teedra Moses Erik Ortiz Kevin Crowe Raphael Ramos Paul Williams                                                                                   | J.U.S.T.I.C.E. League Noc       | 5:19         |
| 14.                 | «Maybach Music VI»                                                        | Roberts II John Stephens Dwayne Carter, Jr. Ortiz Crowe Hubert Eaves III                                                                                     | J.U.S.T.I.C.E. League           | 4:02         |
| 15.                 | «Gold Roses» (при участии Drake)                                          | Roberts II Aubrey Graham Ozan Yildirim Joshua Scruggs Anderson Hernandez Leon Thomas III Khristopher Riddick-Tynes Noel Cadastre Sylvain Krief Boris Bergman | Oz Syk Sense Vinylz The Rascals | 5:49         |
| Общая длительность: | Общая длительность:                                                       | Общая длительность: | Общая длительность:             | 66:29        |

## Чарты
| Чарт (2019)                            | Высшая позиция |
| -------------------------------------- | -------------- |
| Австралия (ARIA)                       | 79             |
| Бельгия/Фландрия (Ultratop)            | 60             |
| Бельгия/Валлония (Ultratop)            | 134            |
| Канада (Canadian Albums Chart)         | 8              |
| Нидерланды (Album Top 100)             | 15             |
| Франция (SNEP)                         | 78             |
| Литва (AGATA)                          | 92             |
| Швейцария (Schweizer Hitparade)        | 39             |
| Великобритания (UK Albums Chart)       | 18             |
| США (Billboard 200)                    | 2              |
| США (Billboard Top R&B/Hip-Hop Albums) | 1              |

| Чарт (2019)                               | Позиция |
| ----------------------------------------- | ------- |
| США (Billboard US Top R&B/Hip-Hop Albums) | 78      |